# Rhodothermia
Rhodothermia es una clase de bacterias gramnegativas que contiene un solo orden, Rhodothermales. Fue descrita en el año 2016. Las bacterias que forman parte de esta clase son gramnegativas, aerobias o anaerobias facultativas. Se suelen encontrar en ambientes marinos o lugares relacionados, en muchos casos extremófilas respecto a la sal, la temperatura o el pH. 

## Taxonomía
Actualmente, en esta clase se incluyen 4 familias y 11 géneros:
- Clase Rhodothermia
  - Orden Rhodothermales
    - Familia Rhodothermaceae
      - Género Natronotalea
        - N. proteinilytica

      - Género Rhodocaloribacter
        - R. litoris

      - Género Rhodothermus
        - R. bifroesti
        - R. marinus
        - R. profundi

    - Familia Rubricoccaceae
      - Género Rubricoccus
        - R. marinus

      - Género Rubrivirga
        - R. marina
        - R. profundi

    - Familia Salinibacteraceae
      - Género Longibacter
        - L. salinarum

      - Género Longimonas
        - L. halophila
        - L. haloalkaliphila

      - Género Salinibacter
        - S. altiplanensis
        - S. grassmerensis
        - S. ruber

      - Género Salinivenus
        - S. iranica
        - S. lutea

    - Familia Salisaetaceae
      - Género Roseithermus
        - R. sacchariphilus

      - Género Salisaeta
        - S. longa